# Vanartslagen
Vanartslagen är lagen angående uppfostran åt vanartade och i sedligt avseende försummade barn (SFS 1902:67).